# Johann Heinrich Schaumburg
Johann Heinrich Schaumburg (* 1752 in Hanau; † 1831) war ein deutscher Ornithologe und Taxidermist.

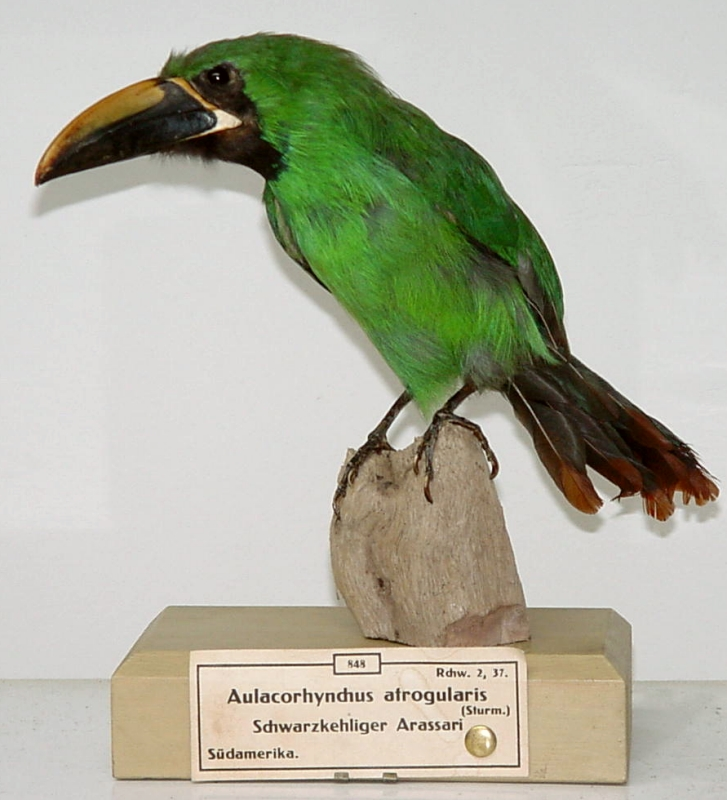
Präparierter Tukan

## Leben und Wirken
Aus Mangel an biographischen Quellen lassen sich kaum Einzelheiten aus dem Leben Schaumburgs wiedergeben. In Hanau wirkte er als Hofintendant unter Großherzog Karl Theodor von Dalberg und nach 1813 unter Kurfürst Wilhelm I. (Hessen-Kassel). Im Bereich der Naturgeschichte erwarb er sich einen großen Namen in der Vogelkunde und galt als ein exzellenter Vogelpräparator. Der Offenbacher Ornithologe Bernhard Meyer, dessen Vogelsammlung er aufbaute, nannte ihn den „besten Ausstopfer in ganz Deutschland“. Da er im Bereich der Taxidermie kein eigenes Werk verfasste, veröffentlichte der Idsteiner Gymnasialrektor Carl Philipp Christian Stein die bekannte Ausbalg-Methode Schaumburgs in einem Buch.
Aber auch seine eigene Vogelsammlung galt als bedeutend. Goethe, der ihn vorzugsweise einen „naturhistorischen Künstler“ nannte, vermerkte über seine Sammlung, dass sie unter den deutschen Privatkabinetten „ohne Zweifel die erste Stelle einnimmt“.
Aufgrund umfassender Kenntnisse innerhalb der Naturgeschichte wurde Schaumburg 1801 zum Ehrenmitglied der Naturforschenden Gesellschaft zu Jena ernannt. Er war Gründer und wirkliches Mitglied der 1808 in Hanau gegründeten Wetterauischen Gesellschaft für die gesamte Naturkunde. Mit den drei Gründungsmitgliedern Gottfried Gärtner, Karl Cäsar von Leonhard und Johann Philipp Achilles Leisler eröffnet er 1809 ein „Naturalien-Tausch- und Handels-Bureau“ in Hanau, das vordergründig für den Verkauf von Exsikkaten (getrocknete Pflanzen) stand. 1811 berief man ihn ans Zoologische Museum in Berlin. Der jungen Sammlung des erst im Jahr zuvor gegründeten Museums fügte er seltene Stücke aus der Hanauer Umgebung hinzu. In späteren Jahren ist er in seiner Position als Hofintendant nach Kassel abgewandert.

## Werke
- Nachricht für Ornithologen (mit Bernhard Meyer & Johann Wolf): 178–179. In: Magazin für den neusten Zustand der Naturkunde. Voigt, Friedrich Siegmund (Hrsg.) Weimar, 1806, Bd. 11(2), 560 S.

- Naturalien-Katalog (mit Gärtner, Leisler & Leonhard). Naturalien-Tausch- und Handels-Bureau zu Hanau, 1809, 28 S.